# Larry J. Franco
Larry J. Franco (Sonora, 5 aprile 1949) è un produttore cinematografico e attore statunitense.
È conosciuto per aver prodotto numerosi film di successo, come 2012 e Jurassic Park III.

## Filmografia

### Produttore
- Alla maniera di Cutter (1981)
- 1997: Fuga da New York (1981)
- La cosa (1982)
- Christine - La macchina infernale (1983)
- Starman (1984)
- Grosso guaio a Chinatown (1986)
- Il signore del male (1987)
- Essi vivono (1988)
- Tango & Cash (1989)
- Le avventure di Rocketeer (1991)
- Batman - Il ritorno (1992)
- Un giorno da ricordare (1995)
- Jumanji (1996)
- Mars Attacks! (1996)
- Cielo d'ottobre (1999)
- Il mistero di Sleepy Hollow (1999)
- Jurassic Park III (2001)
- Hulk (2003)
- Batman Begins (2005)
- Spiderwick - Le cronache (2008)
- 2012 (2009)
- Anonymous (2011)
- Sotto assedio - White House Down (2013)
- Lo schiaccianoci e i quattro regni (The Nutcracker and the Four Realms), regia di Lasse Hallström e Joe Johnston (2018)

### Attore
- L'uomo più forte del mondo (1975)
- La cosa (1982)
- Essi vivono (1988)